# Giacomo Conti (futbolista)
Giacomo Conti (21 de julio de 1999) es un futbolista sanmarinense que juega en la demarcación de centrocampista para el S. S. San Giovanni del Campeonato Sanmarinense de fútbol.

## Selección nacional
Tras jugar con la sub-17, la sub-19 y la sub-21, finalmente debutó con la selección absoluta el 7 de octubre de 2020. Lo hizo en un partido amistoso contra Eslovenia que finalizó con un resultado de 4-0 a favor del combinado esloveno tras los goles de Haris Vučkič, Rajko Rep y un doblete de Nemanja Mitrovič.

## Clubes
| Club                 | País       | Año       | Partidos | Goles |
| -------------------- | ---------- | --------- | -------- | ----- |
| San Marino Calcio    | San Marino | 2015-2017 | 84       | 15    |
| ASD Tropical Coriano | Italia     | 2017-2021 | 19       | 6     |
| S. S. San Giovanni   | San Marino | 2021-     |          |       |